# Mangaan(II)carbonaat
Mangaan(II)carbonaat is het mangaanzout van waterstofcarbonaat, met als brutoformule MnCO3. Het komt in de natuur voor als het mineraal rhodochrosiet. Het is een roze-rode kristallijne vaste stof, die bruin wordt als ze aan de lucht wordt blootgesteld. Mangaan(II)carbonaat is praktisch onoplosbaar in water. De hardheid op de hardheidsschaal van Mohs bedraagt 3,8.

## Synthese
Mangaan(II)carbonaat wordt geproduceerd uit het erts rhodochrosiet. In het laboratorium kan het bereid worden door aan een waterige oplossing van een mangaan(II)zout (zoals mangaan(II)chloride of mangaan(II)sulfaat) natriumcarbonaat toe te voegen. Dan slaat mangaan(II)carbonaat neer als het monohydraat (MnCO3 · H2O):
{\displaystyle {\ce {MnCl2 + Na2CO3 -> MnCO3 + 2 NaCl}}}
Als de verzadigde oplossing samen met het precipitaat wordt verwarmd in afwezigheid van luchtzuurstof, wordt het monohydraat omgezet in watervrij mangaan(II)carbonaat.

## Eigenschappen
Mangaan(II)carbonaat ontleedt bij verhitting rond 200°C tot mangaan(II)oxide, met vrijzetting van koolstofdioxide:
{\displaystyle {\ce {MnCO3 -> MnO + CO2}}}
In verdund zwavelzuur wordt mangaansulfaat gevormd, eveneens met vrijzetting van koolstofdioxide:
{\displaystyle {\ce {MnCO3 + H2SO4 -> MnSO4 + H2O + CO2}}}

## Toepassingen
Het erts rhodochrosiet wordt gebruikt voor de productie van mangaan(IV)oxide via elektrolyse.
Mangaan(II)carbonaat wordt verder onder meer gebruikt als pigment (mangaanwit), voor de kleuring van keramische materialen, als additief in veevoeder, in de metaalbehandeling en als droogmiddel voor vernis.